# Malte Nolting
Malte Nolting (* 5. Februar 1999) ist ein deutscher Handballspieler. Er wird vornehmlich als Kreisläufer eingesetzt und gilt zudem als Abwehrspezialist.

## Karriere
Nolting durchlief sämtliche Jugendmannschaften von GWD Minden und erreichte mit der A-Jugend 2017 das Viertelfinale und 2018 das Halbfinale um die deutsche Meisterschaft. Im Seniorenbereich spielt er hauptsächlich für Mindens zweite Mannschaft in der 3. Liga, kommt sporadisch allerdings auch bei den Profis zum Einsatz. Am 2. November 2017 stand er zum ersten Mal im Aufgebot der Bundesliga-Mannschaft, kam jedoch nicht zum Einsatz. Sein Debüt feierte er am 30. September 2018 im Heimspiel gegen den TVB Stuttgart. In diesem Spiel erzielte er auch sein erstes Tor in der höchsten deutschen Spielklasse. Im Sommer 2020 schloss er sich dem Drittligisten Leichlinger TV an. Ein Jahr später wechselte Nolting zum Ligakonkurrenten Longericher Sport Club. Zwischen Februar und Juni 2025 lief er auf Leihbasis für den Zweitligisten TuS Ferndorf auf.